# 卡尤加 (印地安納州)
卡尤加（英語：Cayuga）是一個位於美國印地安納州弗米利恩縣的城鎮。

## 人口
根據2010年美國人口普查的數據，卡尤加的面積為2.62平方千米，當中陸地面積為2.62平方千米，而水域面積為0.00平方千米。當地共有人口1,162人，而人口密度為每平方千米444人。